# Liponeura gelaiana
Liponeura gelaiana är en tvåvingeart som beskrevs av Guidicelli och Lavandier 1975. Liponeura gelaiana ingår i släktet Liponeura och familjen Blephariceridae. Inga underarter finns listade i Catalogue of Life.